# Vallée d'Aezkoa
La vallée d'Aezkoa, au nord-est de la Navarre (Espagne) est située sur un axe perpendiculaire à celui des Pyrénées, limitée au nord par la vallée de Cize (avec laquelle un accord est signé tous les ans pour permettre aux animaux transhumants de circuler tant sur les estives de Cize que sur celles d'Aezkoa), dans le département français des Pyrénées-Atlantiques (Basse-Navarre), à l'est par la vallée de Salazar, par Urraúl Alto au sud, et par la vallée d'Arce, Burguete et Roncevaux à l'ouest. Le nom officiel de la vallée est Valle de Aezkoa / Aezkoa (ibarra) (Ibarra signifie vallée en basque).

## Géographie
Le profil montagneux, tous les sommets se situant sous les 1 500 mètres d'altitude, montre qu'à cet endroit les Pyrénées ont perdu une bonne partie de leur vigueur. Des forêts imposantes de chênes et de hêtres confèrent au paysage de la vallée un attrait particulier, complété par l'Irati, principal cours d'eau de la zone. L'hiver amène des neiges abondantes, alors que l'été y est doux et agréable.
La vallée s'intègre aux territoires de neuf communes : Abaurregaina, Abaurrepea, Aria, Aribe, Garaioa, Garralda, Hiriberri, Orbara et Orbaizeta.
Il s'agit de petites localités, composées d'habitations pyrénéennes typiques, aux murs de pierres chaulés et aux toitures avancées. L'élevage a perdu sa vitalité d'antan, quand d'interminables troupeaux de brebis parcouraient les vallons jusqu'à la Ribera de Navarre, avant la venue de l'hiver. Les habitants de la vallée conservent religieusement l'art traditionnel de fabrication d'un fromage dont la renommée a franchi les frontières de la communauté. De plus, la langue locale, le basque, est restée vivante, au travers du dialecte local, l'aezkera.
À proximité d'Aezcoa se trouve la collégiale de Roncevaux, repère singulier sur le chemin de Saint-Jacques de Compostelle, d'une grande valeur historique et artistique. Dans la belle vallée de Roncevaux se dressent les communes d'Espinal et Burgete, centres touristiques de la comarque qui datent du début du XXe siècle.
En suivant la route qui mène de Roncevaux vers la Basse-Navarre, on descend vers le col de Roncevaux (1 056 m), jusqu'à Valcarlos, une localité navarraise ayant le regard plutôt tourné vers le Pays basque français tant sur le plan de la variété dialectale du basque parlé à Valcarlos que sur le plan géographique. La commune de Basse-Navarre d'Arnéguy est souvent considérée comme une commune jumelle de Valcarlos[réf. nécessaire].